# Pristurus insignis
Espèce
Statut de conservation UICN

 LC  : Préoccupation mineure
Pristurus insignis est une espèce de geckos de la famille des Sphaerodactylidae.

## Répartition
Cette espèce est endémique de l'île de Socotra au Yémen.

## Publication originale
- Blanford, 1881 : Notes on the lizards collected in Socotra by Professor l. Bayley Balfour. Proceedings of the Zoological Society of London, vol. 1881, p. 464-469 (texte intégral).